# Ciseeng (plaats)
Ciseeng is een bestuurslaag in het regentschap Bogor van de provincie West-Java, Indonesië. Ciseeng telt 7232 inwoners (volkstelling 2010).